# Carlos Bosch Bosch
Pour les articles homonymes, voir Bosch.
Carlos Bosch Bosch (1873 - ?) était un général de brigade espagnol.
Après une longue carrière dans des unités combattantes (guerres de Cuba et du Rif), Carlos Bosch fut nommé en métropole commandant d’une brigade d’infanterie dans la ville de León, en Castille-et-León. À ce titre, il fut chargé de réprimer, à la tête d’une colonne lancée contre la région minière des Asturies, la grève insurrectionnelle d’octobre 1934, mais se heurta violemment aux mineurs asturiens armés. 
Partie prenante de la conspiration militaire contre la République, il eut à faire face le 18 juillet 1936, jour du soulèvement, aux mineurs asturiens et à un supérieur resté fidèle à la République, mais entra finalement en rébellion, avec succès, le 20 juillet.

## Biographie
Né le 26 mai 1873, Carlos Bosch fut inscrit à l’Académie générale militaire le 1er novembre 1880, à l’âge de 17 ans, et s’y spécialisa dans l’arme d’infanterie. Il participa ensuite aux guerres de Cuba et d’Afrique du Nord, où ses actions lui valurent de se voir décerner plusieurs décorations, et où il fut promu au rang de colonel en 1923, puis de général de brigade en 1930.
De retour dans la métropole espagnole, il assuma le poste de commandant de la 16e Brigade d’infanterie, unité faisant partie de la 7e Division organique et casernée dans la ville de León.
Carlos Bosch joua un rôle de premier plan pendant la grève insurrectionnelle d’octobre 1934 dans les Asturies. Ayant fait mouvement vers les Asturies à la tête d’une colonne, il réussit initialement à sécuriser le col routier de Puerto de Pajares (lequel, sis dans la cordillère Cantabrique, relie la Castille aux Asturies), cependant sa colonne resta ensuite bloquée durant plusieurs jours dans le hameau de Vega del Rey, dans la commune asturienne de Lena,, où les mineurs insurgés surent par leurs attaques lui infliger de lourdes pertes. Carlos Bosch finit par recevoir des renforts de l’armée d’Afrique, mais fut relevé de son commandement de la colonne par le général Amado Balmes.
En 1936, âgé déjà de 63 ans, Carlos Bosch s’associa à la conspiration militaire contre la République, à l’origine de la Guerre civile,. Les forces militaires de la province de León se composaient alors du régiment d’infanterie Burgos no 31, placé sous les ordres du colonel Vicente Lafuente Baleztena et disposant d’un bataillon à León et d’un autre à Astorga, et du groupe de reconnaissance aérienne no 21, attaché à l’aérodrome de La Virgen del Camino et formé de deux escadrilles de 18 avions chacune. Le 18 juillet 1936, une importante colonne de mineurs asturiens, qui avait avancé jusqu’à la ville de León par la route et par chemin de fer, exigea des officiers de la garnison que lui soient remis des armes ; le général Carlos Bosch se montra tout d’abord réticent, mais, sur ordre du général loyaliste Gómez-Caminero, inspecteur de l’armée arrivé d’Orense, Bosch finit par céder aux mineurs et leur fournit deux centaines de fusils et 4 mitrailleuses. Deux jours plus tard, le 20 juillet, alors que la province entière se trouvait paralysée par une grève générale, Carlos Bosch décréta l’état de guerre et entra en rébellion,, au moment où la colonne de mineurs s’était déjà considérablement éloignée de León. Les forces insurgées sous le commandement de Carlos Bosch n’eurent pas grand-peine à s’emparer des villes de León d’abord, d’Astorga ensuite, après que la colonne de mineurs, s’en retournant aux Asturies, eut quitté cette ville.
Au lendemain du soulèvement, Carlos Bosch exerça brièvement le commandement de la 8e Division organique, avant de quitter ses fonctions le 22 septembre 1936 pour être nommé gouverneur militaire de Ferrol. Il semble avoir eu une position réservée à l’égard de la politique menée ultérieurement par les rebelles. Le 19 février 1937, ayant atteint la limite d’âge, il passa à la réserve.